# 안드레아 콜리넬리

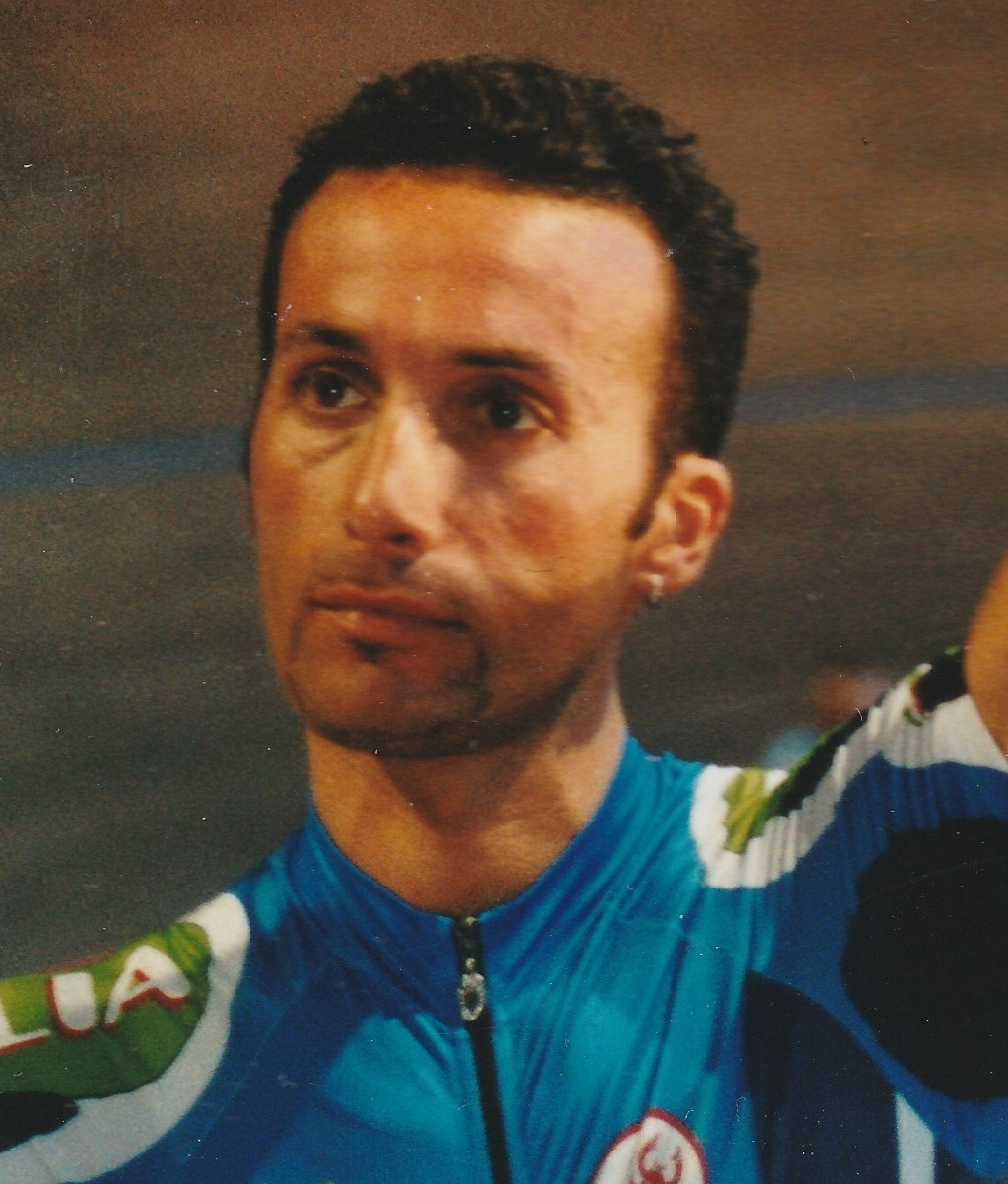

안드레아 콜리넬리(이탈리아어: Andrea Collinelli, 1969년 7월 2일 ~ )는 이탈리아의 전직 사이클 선수이다.
콜리넬리는 1995년 보고타 세계 선수권 대회 개인 추발에서 2위를 했다. 그는 1996년 애틀란타 하계 올림픽 개인 추발에서 금메달을 땄다. 그는 1996년 맨체스터 UCI 트랙 세계 선수권 대회에서 2개의 메달을 땄다.